# Neet oét Lottum
Neet oét Lottum is een streektaalband uit het Limburgse Venlo. De band is halverwege jaren 90 opgericht als coverband voor een eenmalig optreden met carnaval maar heeft zich sindsdien op serieuzere muziek toegelegd. Met name in Noord-Limburg was de band zeer populair. In februari 2009 maakte de band bekend te gaan stoppen. In juni 2009 werd een slotconcert gehouden in de Maaspoort in Venlo. 
In 2023 werd bekend dat de band weer samen was.
De naam van de band refereert aan een uitdrukking "Ik kom neet oét Lottum", hetgeen oorspronkelijk zoiets als "Ik ben toch niet gek?" betekent.
Het nummer Hald mich 's vas voert de door de regionale zender L1 samengestelde Limbo Top 100 aan en kwam in 2005 in de Top 2000 van Radio 2 binnen op 508. In 2007 behaalde het nummer met plaats 235 zijn hoogste positie.

## Discografie
| Album met eventuele hitnotering(en) in de Nederlandse Album Top 100 | Datum van verschijnen | Datum van binnenkomst | Hoogste positie | Aantal weken | Opmerkingen                                   |
| ------------------------------------------------------------------- | --------------------- | --------------------- | --------------- | ------------ | --------------------------------------------- |
| Flaai                                                               | 1998                  |                       |                 |              |                                               |
| Vertrokke                                                           | 2001                  |                       |                 |              |                                               |
| Krak                                                                | 2005                  | 08-01-2005            | 52              | 5            |                                               |
| 10                                                                  | 2006                  | 16-09-2006            | 17              | 1            | n.a.v. het 10-jarig bestaan in september 2006 |
| 11                                                                  | 2006                  |                       |                 |              |                                               |
| De reddende waeg                                                    | 2008                  |                       |                 |              | n.a.v. het gelijknamige theaterprogramma      |

### NPO Radio 2 Top 2000
| Nummer met noteringen in de NPO Radio 2 Top 2000 | '05 | '06 | '07 | '08 | '09 | '10 | '11  | '12  | '13 | '14  | '15 | '16 | '17 | '18 | '19 | '20 | '21 | '22 | '23 | '24 |
| ------------------------------------------------ | --- | --- | --- | --- | --- | --- | ---- | ---- | --- | ---- | --- | --- | --- | --- | --- | --- | --- | --- | --- | --- |
| Hald mich ens vas                                | 508 | 381 | 235 | 553 | 772 | 809 | 1094 | 1079 | 741 | 1009 | 495 | 755 | 829 | 697 | 728 | 563 | 459 | 494 | 532 | 570 |

1. ↑  Een vetgedrukt getal geeft de hoogste notering aan.
2. ↑  2005 was het eerste jaar met een notering voor dit nummer.